# Leuckartiara fujianensis
Leuckartiara fujianensis is een hydroïdpoliep uit de familie Pandeidae. De poliep komt uit het geslacht Leuckartiara. Leuckartiara fujianensis werd in 2008 voor het eerst wetenschappelijk beschreven door Huang, Xu, Lin & Qiu. 